# Иван Костов (журналист)
Вижте пояснителната страница за други личности с името Иван Костов.
Иван Павлов Костов e български журналист.

## Биография
Роден е във възрожденско семейство. Баща му Павел Костов е председател на Революционния комитет за подготовка на Априлското въстание в Станимака (Асеновград), първият български кмет на града, депутат в V обикновено народно събрание, 1887 – 1889 г. Майка му Мария Райчева произхожда от известния Райчев род в Станимака. Тя е участвала активно в революционните дела. Обявена е за побороничка за Освобождението на България.
Иван Костов завършва търговската гимназия в Свищов. Владее немски, френски, румънски, турски и гръцки, а също и стенография.
Кариерата си като журналист започва в София през 1905 г. във вестник „Дневник“, където главен редактор е Георги Николов.
През същата година той е един от инициаторите за образуване на журналистическо дружество в София. Събранието се е състояло в пивница „Сан Стефано“, на площад „Трапезица“. След няколко събрания на 27 ноември 1905 г. е приет уставът и е избрано първото настоятелство. На това събрание присъстват: Сава Илчов, Иван Коларов, Христо Абрашев, Иван Костов, Христо Силянов, Петър Завоев, Димитър Константинов, Иван Недев, Александър Кипров, Стоян Власаков и други. През 1921 г. той е член на Дружеството на столичните журналисти, с членска книжка №41.
Иван Костов работи като парламентарен репортер във вестник „Дневник“, като шеф на информацията на вестник „Камбана“. Журналистът Петър Карчев го нарича:
| „ | много сръчен и способен сътрудник в областта на информацията, единствен по онова време между столичните журналисти, който владееше много добре стенография. | “ |

Интелектуалец с артистични дарби, той има много приятели, сред които журналисти, писатели, художници, както и политици. Сред тях са Евгения Марс, Христина Морфова, Емил Козак Чермак, Стоян Чилингиров, Карчев. Художникът Антон Митов е чест гост в дома му и рисува майка му. Лично познава големия български писател Иван Вазов. Когато през 1929 г. Евгения Марс издава юбилеен албум „Полувековна България“, Иван Костов убеждава своя първи братовчед Щерю Райчев, крупен търговец от Асеновград, собственик на винарска изба „Родопи“, да бъде сред спонсорите на албума.
През 1909 г. се жени за Кета Печенякова и така се сродява с големите врачански родове Йоцови, Савови, Балабанови, Бобошевски.

## Отзиви
Весел, с чувство за хумор, изключително колегиален, той е обичан и уважаван от своите колеги. Мнозина от по-младите го считат за свои учител.

### Стефан Танев
Главен редактор на вестник „Утро“: „Ето го и Дамянова. Иванчо Костов се ухилил до уши. Сочи му моите хроники. – Младежът ще стане журналист. Носи все хубави оригинални хроники. Той би другите със съобщението за заминаването на княза за Петербург. За затрупването на Министерски съвет под снеговете. Ще го взема със себе си в печатницата, ще го науча как се връзва вестникът, как се подрежда материалът, как се прави афиш. – Добре, добре, научи го! Казах ви още от първия момент: от него ще стане журналист. Гледай само ти, Иванчо, да не го развалиш. Виж, че си го научил как да прави афишът, но и покрай това – къде има хубаво вино и как трябва да го пие. Костов ме поведе със себе си в печатницата. Там видях за първи път как се набира, как се връзва, с една дума, как се ражда вестникът. Узнах какво е компас, шпалта, шпац, гармонд и петит, курсив и черни тлъсти, как се подреждат антрефилетата, как се връзват страниците. Първи ден – първи урок. Вторият ден – повторение на първия урок. На третия ден Иван Костов ми домъкна в редакцията всички коректури и коректура от заглавията на ония материали, които не бяха още набрани. – Хайде, да те видя. Залови се сега на работа и направи афиш. Аз ще гледам и онова, което не ми харесва, ще го поправям.
Петър Карчев пише за Костов:
| „ | Иван Костов владееше немски и френски език много добре. Беше човек със завидна обща култура, но той не изпадна никога в изкушение да пише статии, макар да имаше възможност да се наложи като публицист. За Иван Костов същината на вестникарството беше новината, информацията. Той търсеше и гонеше новината със страст и фанатизъм. За него журналист с истински качества беше онзи, който беше минал вече през тревогите и вълненията на репортерския живот. Може да се каже, че Иван Костов владееше занаята си артистично и му служеше с жар. А общителния му и благ характер улесняваше твърде много работата му. Понеже Иван Костов, без да бъде много стар принадлежеше към по-старата журналистическа генерация, аз мислех, че той ще е вече чужд на младите ни колеги. Трябва да призная, че съм се лъгал. Видях на погребението с каква почит към неговата памет към делото му се отнесоха предимно младите репортери и особено онези, които работят в „Утро“. | “ |